# エカテリンブルク
エカテリンブルク（ロシア語: Екатеринбург, ラテン文字転写: Yekaterinburg）は、ロシア連邦の中央部に位置する大都市。スヴェルドロフスク州の州都。エカチェリンブルクと表記されることもある。1924年から1991年までは革命家のスヴェルドロフを記念してスヴェルドロフスク（Sverdlovsk, Свердловск）と呼ばれていたが、現在は旧名に戻された。なお、州の名称は現在もスヴェルドロフスク州となっている。
ウラル山脈中部の東側（アジア側）斜面に位置し、イセチ川が流れる。40キロメートル西には、ヨーロッパとアジアの境界線が走っている。
人口は約150万人で、ロシア国内ではノヴォシビルスクに次ぐ4番目に人口の多い都市であり、ウラルの首都と言われ発展著しい。ウラル地域の工業・文化・教育の中心地で、交通の要衝でもある。ウラル連邦管区の本部が置かれ、高等教育機関、博物館、劇場なども多数ある。

## 歴史
11世紀頃からノヴゴロド共和国の商人が毛皮交易のためにこの地方を訪れていたが、ウラル地方をコサックが征服した16世紀末頃からこの周辺での鉱工業開発が始まった。1723年、ピョートル1世によってウラル地方のペルミへ派遣された政治家ヴァシーリイ・タチシチェフ（Vasily Tatischev）が豊かな鉱業資源を用いるべく工場町エカテリンブルクを建設した。町の名は、ピョートル1世の妻エカチェリーナ1世に因む。町の建設された日は、公式には1723年11月18日とされている。
エカテリンブルクは、ロシア有数の産業家デミドフ家による投資によって工業都市として急速に成長し、18世紀にはロシア有数の金属工業の中心となった。ロシア最初期の蒸気機関車が製造された街でもある。
ロシア革命に際し、皇帝ニコライ2世は妻子とともにこの地に送られ、1918年7月17日にイパチェフ館（イパティエフ館とも）で一家全員が銃殺された。処刑の舞台となったイパチェフ館は1977年、当時KGB議長だったユーリ・アンドロポフの提案により中央から指令が出され、直ちに、当時スヴェルドロフスク州の共産党委員会第一書記だったボリス・エリツィンの命令で解体された。その跡地はロシア正教会の所有となり、2003年に「全ロシアに輝ける諸聖人の名による、血の上の教会」が建てられた。

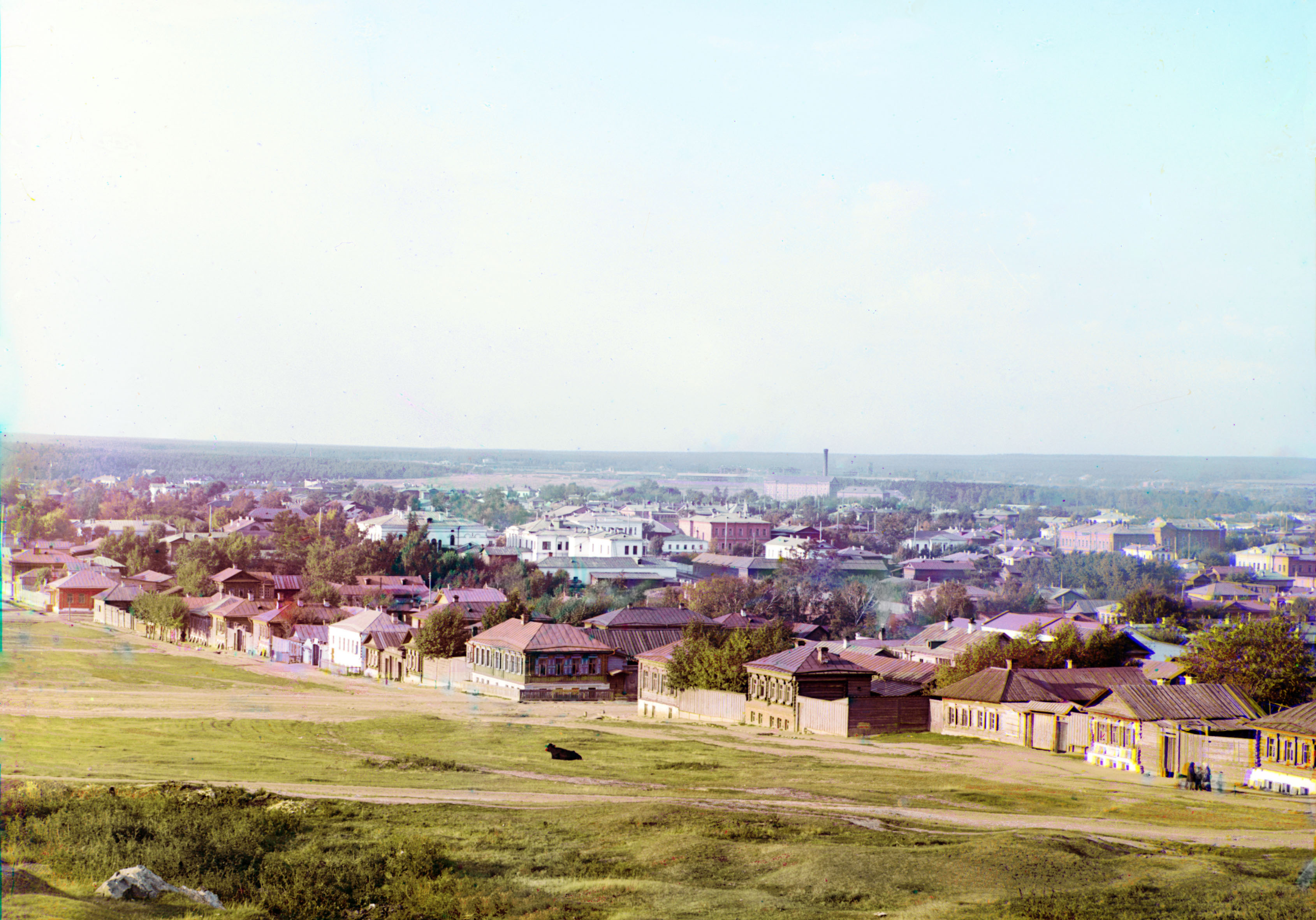
エカテリンブルク（1910年）

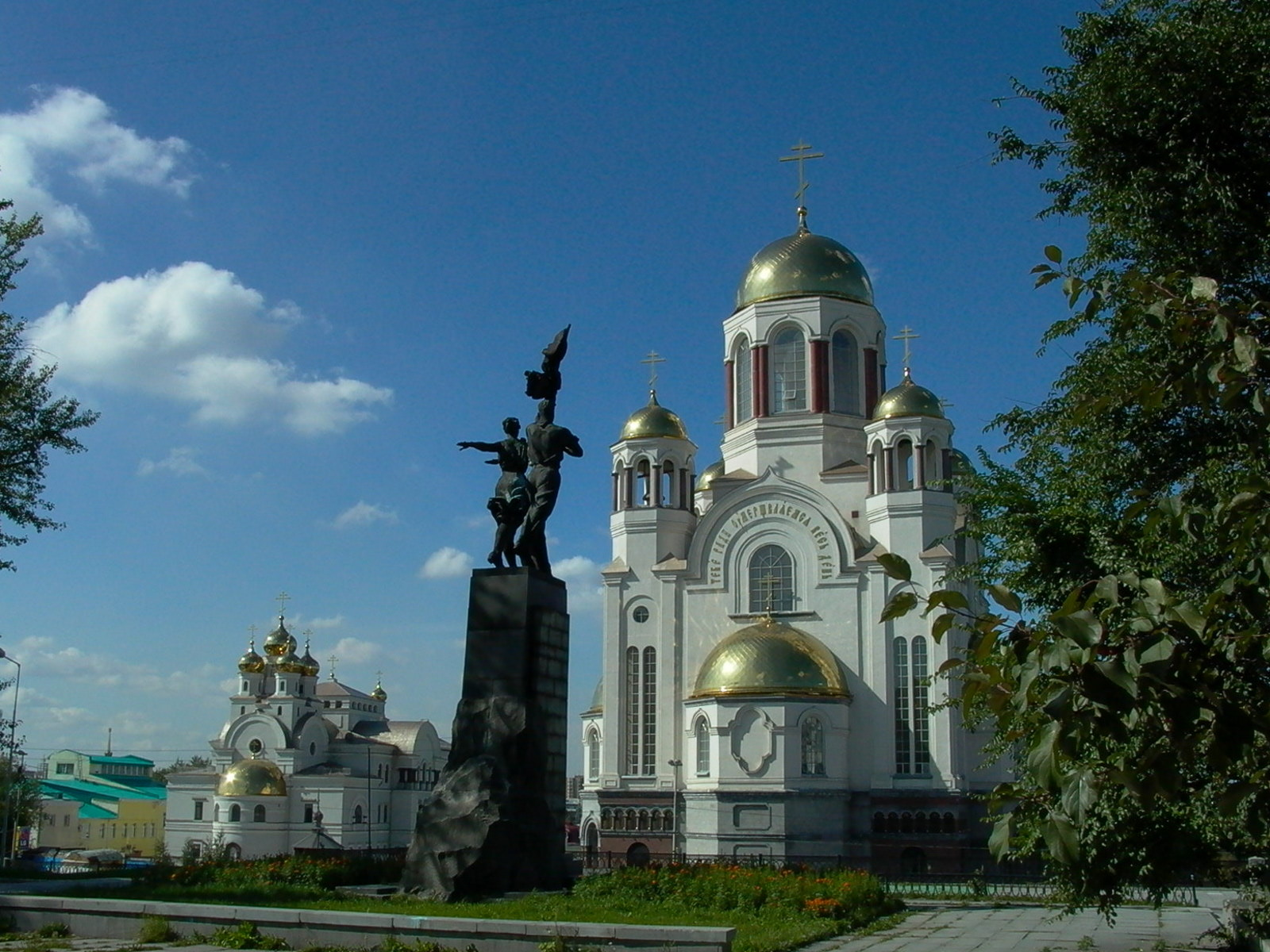
ニコライ2世一家が銃殺されたイパチェフ館跡地に建てられた「血の上の教会」。2003年に成聖された。

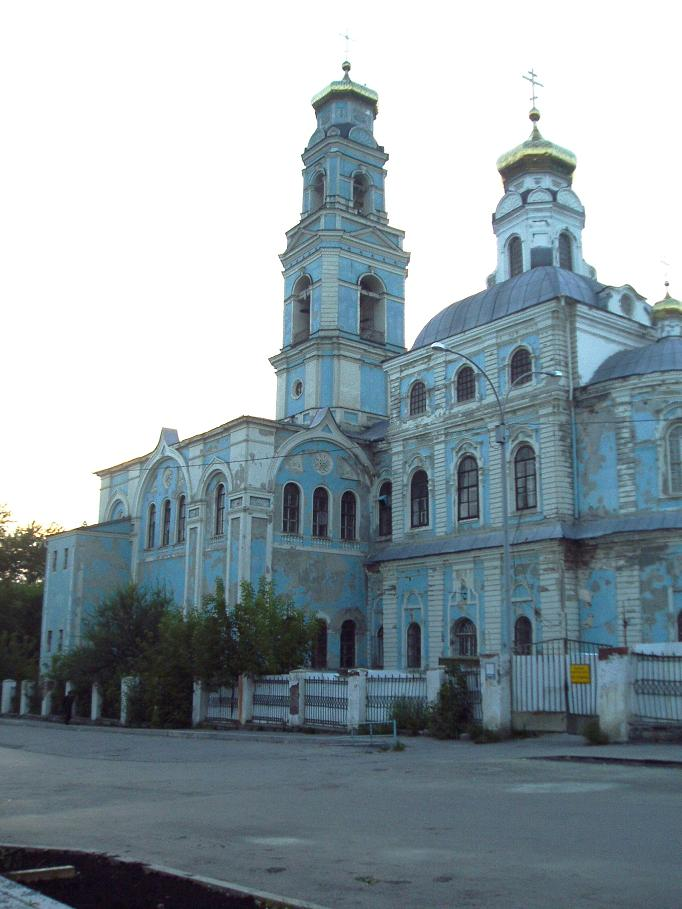
エカテリンブルクの昇天聖堂（1792-1818）。多くの聖堂が破壊された1930年代に破壊を免れた数少ない建築

1924年、エカテリンブルクはヤーコフ・スヴェルドロフを記念してスヴェルドロフスクと改名された。ヨシフ・スターリン時代の重工業に傾斜した生産計画によりスヴェルドロフスクには大工場が次々に建った。ヨーロッパ最大の重機工場となったウラルマーシュもこの時期に創業している。独ソ戦（大祖国戦争）が始まると、モスクワやレニングラードなどドイツ軍の猛攻にさらされたヨーロッパ・ロシアの大都市から、様々な組織がスヴェルドロフスクに避難した。軍需工場や研究所、さらにはエルミタージュ美術館の所蔵品までが疎開していた。戦後の1945年10月には美術品はレニングラードへ戻ったが、工場や研究所の多くはそのままスヴェルドロフスクに残された。戦中から戦後にかけてはドイツ軍捕虜の収容所も建てられ、捕虜たちは強制労働に従事させられた。次いで、シベリア抑留を受けた日本人捕虜が移送され、第435収容地区で強制労働に従事した。
1960年代には工場労働者のための5階建てプレハブアパートが無数に建設され、今日でも市民の多くが住んでいる。
冷戦期におけるスヴェルドロフスク州での事件には、フランシス・ゲーリー・パワーズ大尉の乗るU-2偵察機が撃墜された1960年の「U-2撃墜事件」がある。また1979年の4-5月にかけ、人為的ミスによる炭疽菌の漏出事件が発生した。この事件で周辺住民96名が感染、うち66名が死亡している。事件当時のソ連政府衛生局の発表によると原因は「腐った食肉の販売」だったが、西側の情報機関は当初から生物兵器を扱う軍事施設から漏れ出した菌によるものではないかと推測していた。カナチャン・アリベコフ（Kanatjan Alibekov、ケン・アリベック）博士のソ連生物兵器計画に関する著書『バイオハザード』（1999年）もこうした見方に裏づけを与えている。1992年、ロシア連邦のエリツィン大統領は原因を軍の炭疽菌によるバイオハザード（生物学的危害）であったことを公的に認めた。1994年にはアメリカの研究者グループがさまざまな調査結果をもとに、「スヴェルドロフスク19軍事施設」からの炭疽菌漏出によるものと結論した。
2009年6月16日、ブラジル、ロシア、インド、中国の4か国（BRIC）はエカテリンブルクで初の首脳会議となる第1回BRIC首脳会議を開催した。

## 地理

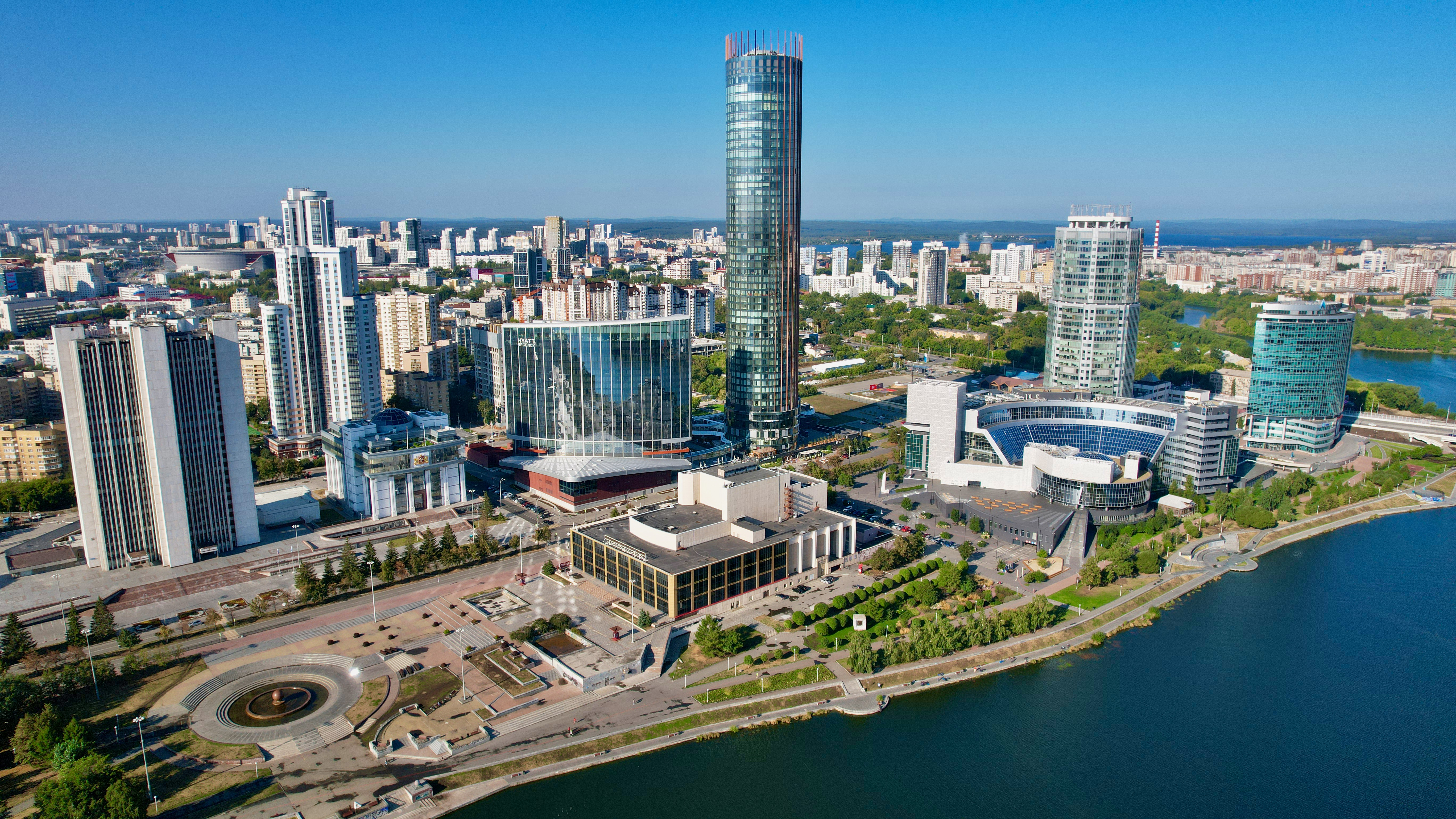
新しいビジネス・センターの「エカテリンブルク・シティ」。中央は市内で最も高いイセチ・タワー（209メートル）。左はハイアットリージェンシーホテル、右はデミドフ・ハウスとエリツィン・センター

エカテリンブルクはモスクワから1,667キロメートル東に離れている。ウラル山脈の東斜面にあり、周囲は針葉樹林（タイガ）や大小の湖沼に囲まれている。

### 気候
冬は11月から4月半ばまで続く。川や湖は凍結し、1月の平均気温は-12.6℃とシベリア東部に比べると温和であるものの、気温は-20℃から-25℃に、寒い場合は-30℃から-40℃程度まで落ち込むなど寒さは厳しく、雪も非常に多く積雪は70 cmに達する。ウラル地方の夏は短く、2か月半ほどしか続かず平均気温も18℃程度にしかならない。山の陰にあり風向きが変わりやすいこの地では、気象が非常に変わりやすい。冬は日照時間が短く、5-7月に長くなる。
真夏の気温：16〜32℃
真冬の気温：−32〜-16℃
平均気温はさほど上がらないにもかかわらず、内陸性気候ゆえの寒暖の差から、1911年7月に最高気温38.8℃を記録している。8月は1936年に37.2℃、6月は1991年に35.6℃、最近では2012年7月18日に37.1℃を記録した。
その一方で、最低気温は1978年12月に−46.7℃、1979年に1月としての最低気温−43.7℃、最近では2006年1月16日に-35.2℃を記録している。

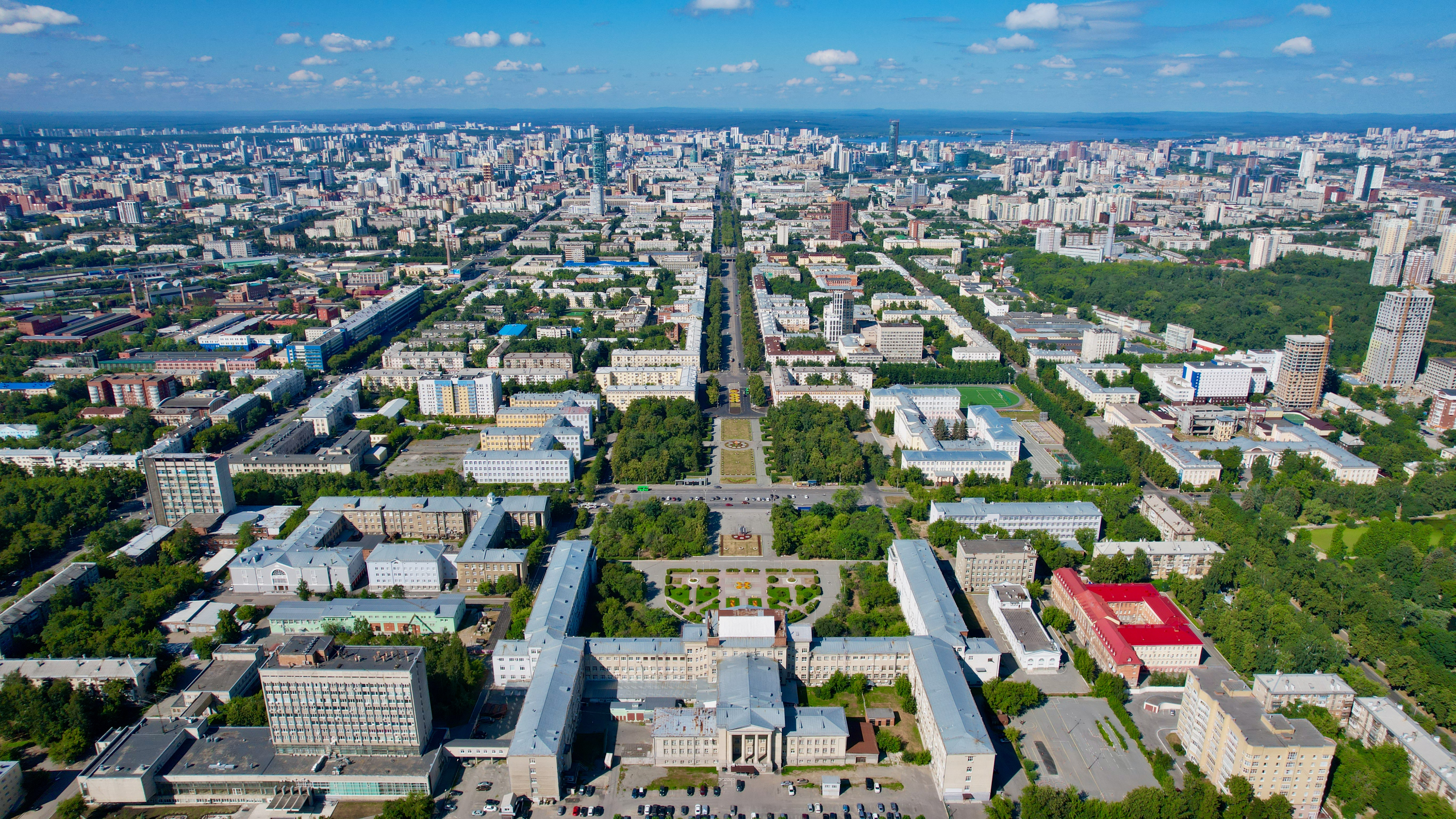
エカテリンブルク市街地の空撮。中央はレーニン大通り

| エカテリンブルクの気候 | エカテリンブルクの気候 | エカテリンブルクの気候 | エカテリンブルクの気候 | エカテリンブルクの気候 | エカテリンブルクの気候 | エカテリンブルクの気候 | エカテリンブルクの気候 | エカテリンブルクの気候 | エカテリンブルクの気候 | エカテリンブルクの気候 | エカテリンブルクの気候 | エカテリンブルクの気候 | エカテリンブルクの気候 |
| 月                     | 1月                    | 2月                    | 3月                    | 4月                    | 5月                    | 6月                    | 7月                    | 8月                    | 9月                    | 10月                   | 11月                   | 12月                   | 年                     |
| ---------------------- | ---------------------- | ---------------------- | ---------------------- | ---------------------- | ---------------------- | ---------------------- | ---------------------- | ---------------------- | ---------------------- | ---------------------- | ---------------------- | ---------------------- | ---------------------- |
| 最高気温記録 °C （°F） | 5.6 (42.1)             | 9.4 (48.9)             | 17.3 (63.1)            | 28.8 (83.8)            | 33.4 (92.1)            | 35.6 (96.1)            | 38.8 (101.8)           | 37.2 (99)              | 31.9 (89.4)            | 24.7 (76.5)            | 13.5 (56.3)            | 5.9 (42.6)             | 38.8 (101.8)           |
| 平均最高気温 °C （°F） | −9.1 (15.6)            | −6.8 (19.8)            | 1.0 (33.8)             | 9.8 (49.6)             | 17.4 (63.3)            | 23.0 (73.4)            | 24.4 (75.9)            | 21.1 (70)              | 14.5 (58.1)            | 6.8 (44.2)             | −2.8 (27)              | −7.9 (17.8)            | 7.6 (45.7)             |
| 日平均気温 °C （°F）   | −12.6 (9.3)            | −11.1 (12)             | −3.8 (25.2)            | 4.3 (39.7)             | 11.3 (52.3)            | 17.1 (62.8)            | 19.0 (66.2)            | 15.9 (60.6)            | 9.8 (49.6)             | 3.4 (38.1)             | −5.8 (21.6)            | −11.0 (12.2)           | 3.0 (37.4)             |
| 平均最低気温 °C （°F） | −15.7 (3.7)            | −14.5 (5.9)            | −7.6 (18.3)            | 0.0 (32)               | 6.2 (43.2)             | 12.1 (53.8)            | 14.4 (57.9)            | 11.9 (53.4)            | 6.4 (43.5)             | 0.7 (33.3)             | −8.3 (17.1)            | −13.7 (7.3)            | −0.7 (30.7)            |
| 最低気温記録 °C （°F） | −44.6 (−48.3)          | −42.4 (−44.3)          | −39.2 (−38.6)          | −21.8 (−7.2)           | −13.5 (7.7)            | −2.3 (27.9)            | 1.5 (34.7)             | −1 (30)                | −9 (16)                | −26.6 (−15.9)          | −39.2 (−38.6)          | −46.7 (−52.1)          | −46.7 (−52.1)          |
| 降水量 mm （inch）     | 26 (1.02)              | 20 (0.79)              | 20 (0.79)              | 28 (1.1)               | 50 (1.97)              | 74 (2.91)              | 89 (3.5)               | 72 (2.83)              | 58 (2.28)              | 39 (1.54)              | 33 (1.3)               | 28 (1.1)               | 537 (21.14)            |
| % 湿度                 | 79                     | 75                     | 68                     | 60                     | 57                     | 63                     | 68                     | 73                     | 75                     | 75                     | 78                     | 79                     | 71                     |
| 平均月間日照時間       | 46.5                   | 96.1                   | 164.3                  | 207.0                  | 257.3                  | 273.0                  | 269.7                  | 217.0                  | 144.0                  | 77.5                   | 51.0                   | 37.2                   | 1,840.6                |
| 出典1：pogoda.ru.net   |                        |                        |                        |                        |                        |                        |                        |                        |                        |                        |                        |                        |                        |
| 出典2：HKO             |                        |                        |                        |                        |                        |                        |                        |                        |                        |                        |                        |                        |                        |

## 産業

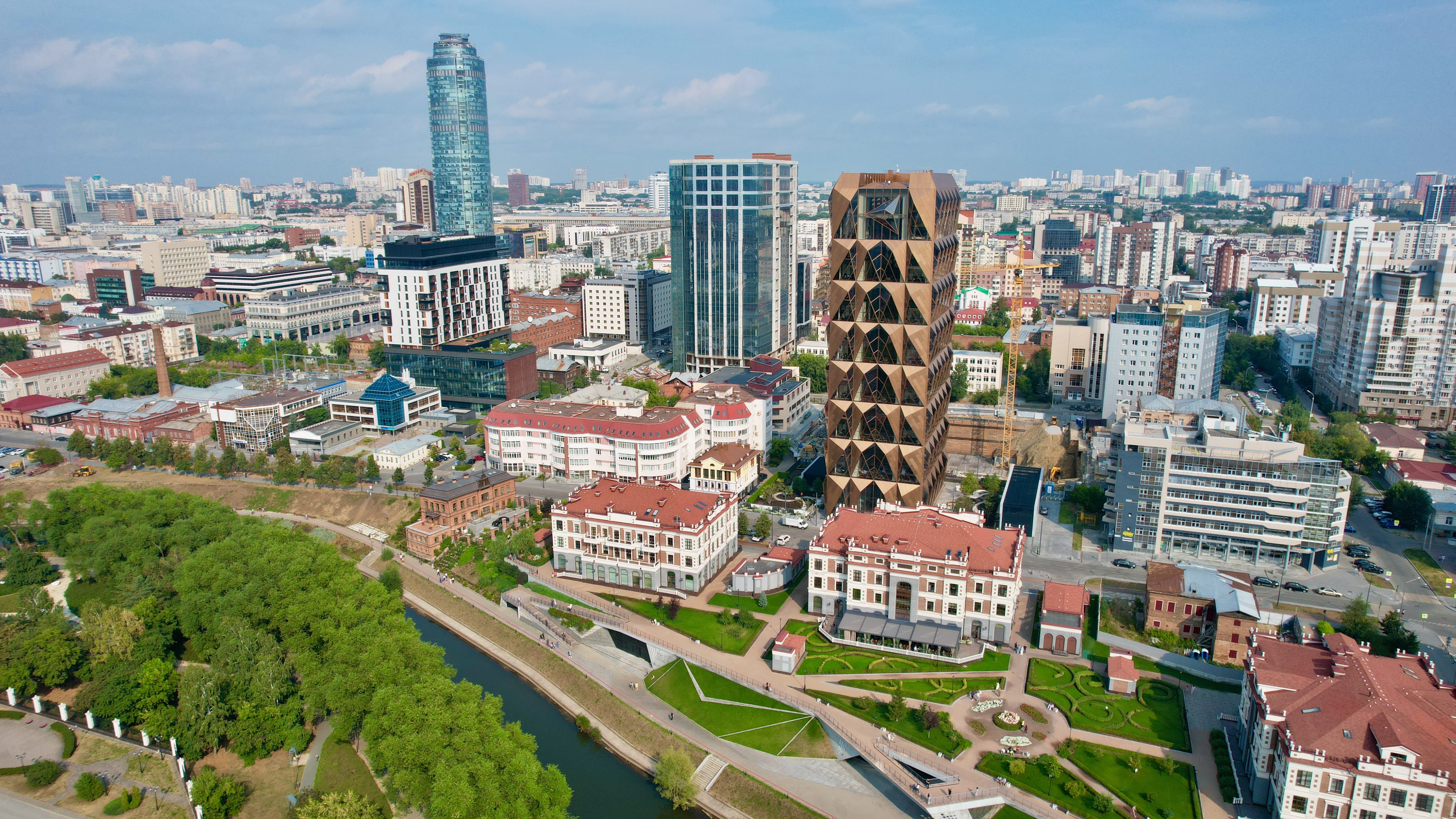
エカテリンブルク中心部のビル。手前はロシア銅会社本部ビル（ノーマン・フォスター設計）、後方は「ヴィソツキー」（高さ188.3メートル）

エカテリンブルクはニジニ・タギルなどと並び州内の産業の中心で、機械工業、金属工業、製鉄や非鉄金属の精錬などが行われている。軍需産業と呼ばれる産業に関連する企業が多く、旧ソ連時代も軍需産業の一大拠点であった。

## 交通

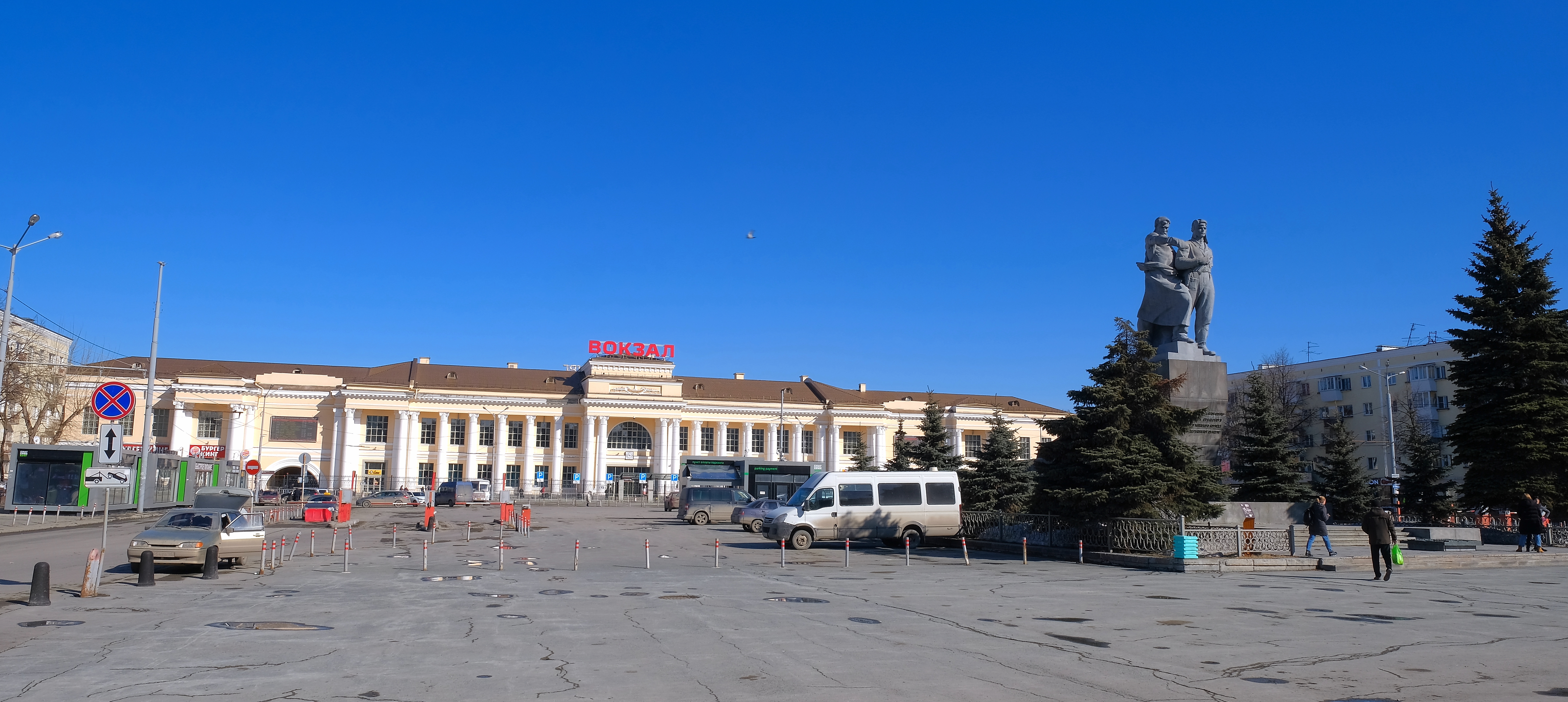
プリヴォクザルナヤ広場、駅の眺め

エカテリンブルクの鉄道駅は、ソビエト崩壊後もスヴェルドロフスクの名で呼ばれていたが、2010年3月30日にエカテリンブルク旅客駅に変更された。シベリア鉄道とその支線が交錯するウラル・西シベリアの鉄道網の中心である。
1990年代の経済の低迷を脱した後は、コルツォヴォ国際空港には、トルコ、フィンランド、ドイツ、オーストリア、チェコ、スペイン、イスラエル、中国、タイ、など世界各地からの航空便も就航するようになった。
市内交通の手段としては、1991年にエカテリンブルク地下鉄が開業している。またエカテリンブルク市電やトロリーバス、マルシュルートカなどが市内を走っている。

## 文化

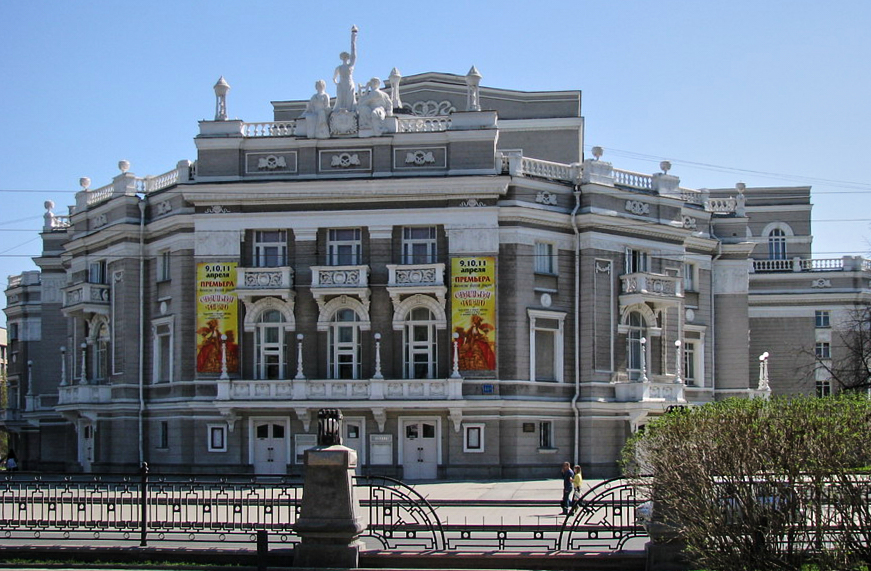
バレエ・オペラ劇場

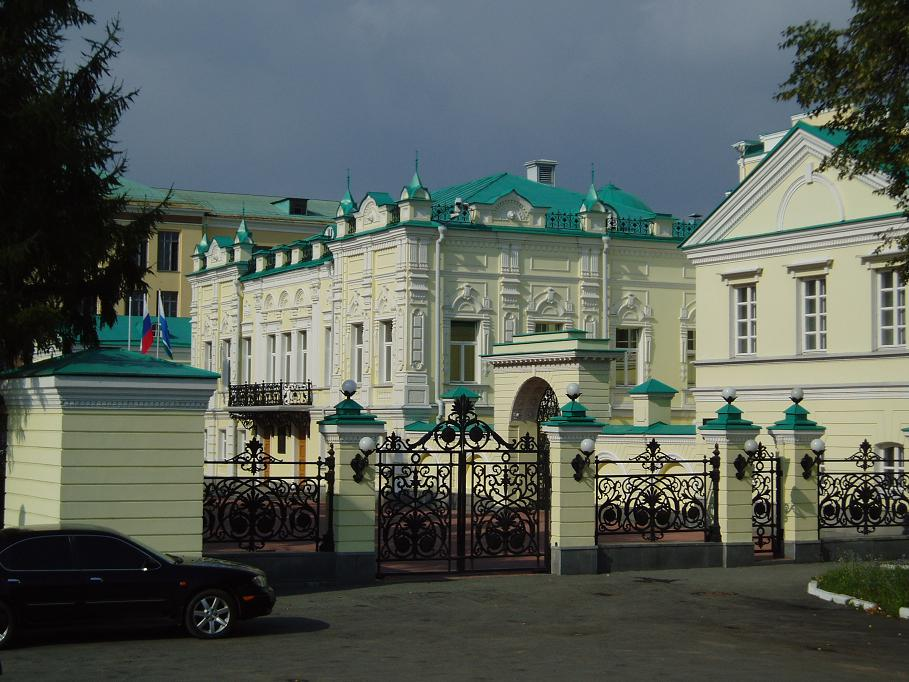
エカテリンブルクのスヴェルドロフスク州知事公邸

市内にはエカテリンブルク・バレエ・オペラ劇場、スヴェルドロフスク・ミュージカル・コメディ劇場、エカテリンブルク・ドラマ劇場、エカテリンブルク青少年劇場など多数の劇場があり、多くの劇団や楽団も集まっている。その中にはロシア現代戯曲を代表する劇作家や、ロシアのコンテンポラリー・ダンスシーンを代表する多数のカンパニーもある。オペラ歌手も多数スヴェルドロフスク/エカテリンブルクから輩出されてきた。ポピュラー音楽も盛んで、ソ連時代末期より多くのロックバンドがこの街から生まれている。
ウラルの考古遺物を展示する博物館やウラルから産出される鉱物や宝石を展示する博物館のほか、30以上の美術館・博物館が集中している。また、ロシア連邦初代大統領のボリス・エリツィンの名を取った、エリツィン・センターが公開されている。

### 教育

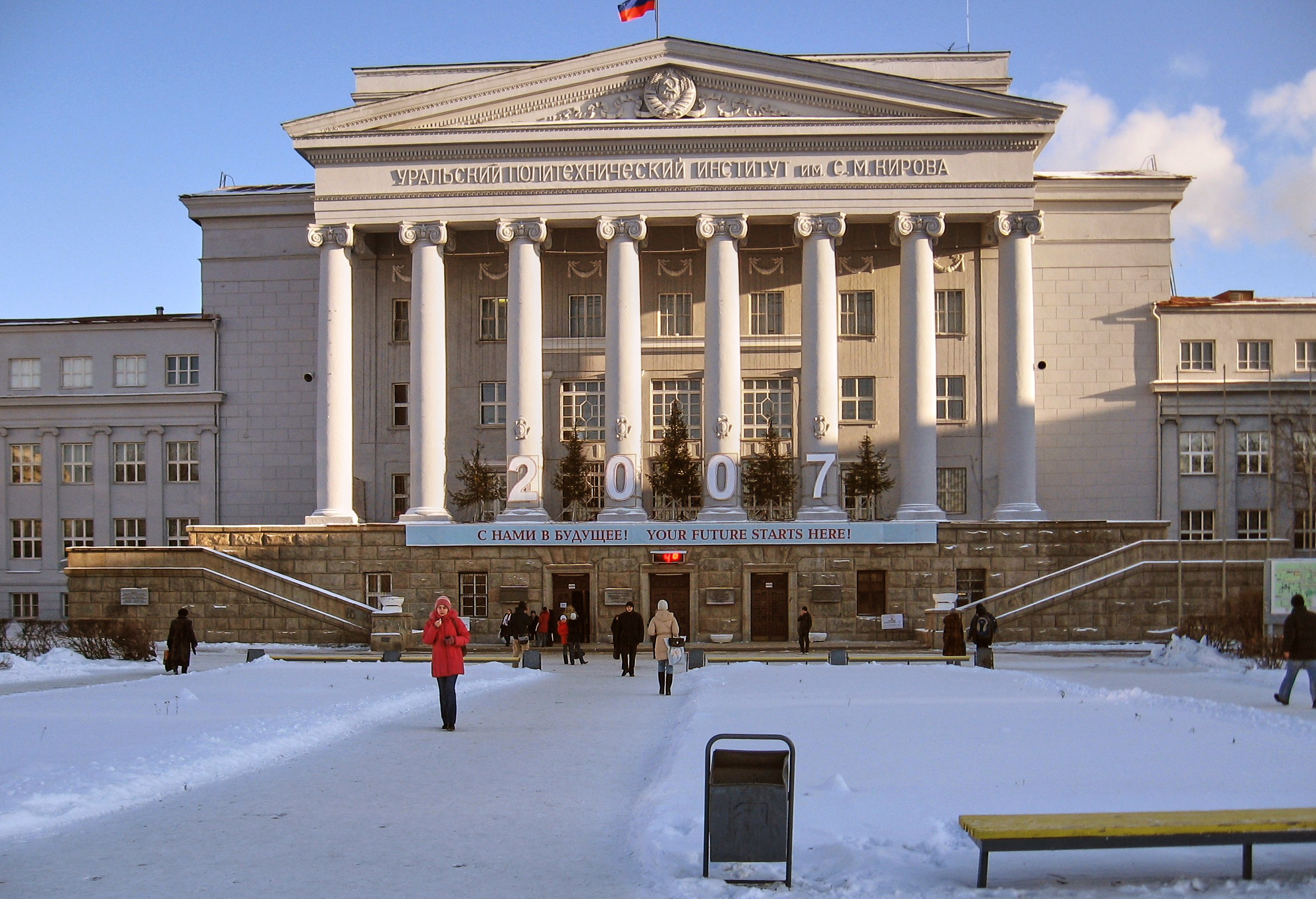
国立ウラル工科大学

ロシア科学アカデミー・ウラル支部（UB RAS）のほか数多くの研究施設、A.M.ゴーリキー・ウラル国立大学、国立ウラル工科大学、国立ウラル林業大学、国立ウラル教育大学、国立ウラル鉱業大学、国立ウラル鉄道大学など16の各種国立大学も揃っており、研究と教育の中心にもなっている。市内には多数の図書館があるが、代表的なものはV.G.ベリンスキー科学図書館で、州内最大の公立図書館である。

### スポーツ
2018 FIFAワールドカップの開催都市のひとつとなり、ロシア・プレミアリーグに所属するFCウラル・スヴェルドロフスク・オブラストの本拠地セントラル・スタジアムが会場として使用された。
また、エカテリンブルクは2023年ユニバーシアードの開催予定地となっていたが、2022年のロシアによるウクライナ侵攻を受けて大会は中止された。

## 人口

### 墓地
イヴァノヴォ墓地の奥深くに、沖積金の発見者であり、彼の生産の指標を発明した人物であるレブ・イワノビッチ・ブルスニツィンは、かつては適度に埋葬されていた。ブルスニツィンは、2010年には「ロシアの金のコロンブス」と呼ばれた。エカテリンブルクの考古学者は彼の墓から遺体を発掘した。発掘調査の後、作品の責任者であるセルゲイポゴレロフは記者団に対し「私たちは、1857年以来、非常に心配していました。私たちは粉にとどまっています。 レブ・イワノビッチ・ブルスニツィン ダブルブレストの民間の布のフロックコートに埋葬されました。」と語っている。
また、イヴァノヴォ墓地には、写真家ニコライ・テレホフ、ヴァシリー・クリヴツォフ市長、メトロポリタン・グリゴリー・ヤツコフスキーの埋葬地がある。墓地の中央、丘の上には、最大かつ最もボリュームのある墓地がある。

## 治安

### 衛生
2016年、市内のHIV感染者数が判明しているだけでも2,700人に達し、市当局が大流行を宣言するに至った。この感染者数は、エカテリンブルクの人口約150万人の0.18%に相当する。感染原因の半数以上は、麻薬使用時の注射器の使いまわしであり、問題はHIVだけにとどまらず麻薬汚染が深刻化していることにも及ぶ。

## ギネスブック
エカテリンブルクはギネスブックの次の項目に掲載されている。
- 住民のマヨネーズ消費量が世界一[11]。

## 姉妹都市
- 広州市、中国
- プルゼニ、チェコ
- サンノゼ、アメリカ合衆国
- ジェノヴァ、イタリア
- マヒリョウ、ベラルーシ
- ヴッパータール、ドイツ
- 仁川市、大韓民国
- フェレンティーノ、イタリア
- プロヴディフ、ブルガリア
- ドニプロペトロウシク、ウクライナ

## 出身者
- ボリス・エリツィン（ロシア連邦初代大統領）
- アレクサンドル・ポポフ（競泳選手）
- エフゲーニャ・アルタモノワ（バレーボール選手）
- アンドレイ・コピィロフ（総合格闘家）
- コーチキン・ユーリ（総合格闘家）
- マキシム・コフトゥン（フィギュアスケート・男子シングル選手）
- ユリア・リプニツカヤ（フィギュアスケート・女子シングル選手）
- 蔣方良（中華民国総統蔣経国の夫人）
- オリガ・スラヴニコワ（小説家）